# Apple I
L'Apple I de la marque Apple, fut l'un des tout premiers micro-ordinateurs individuels.

## Historique

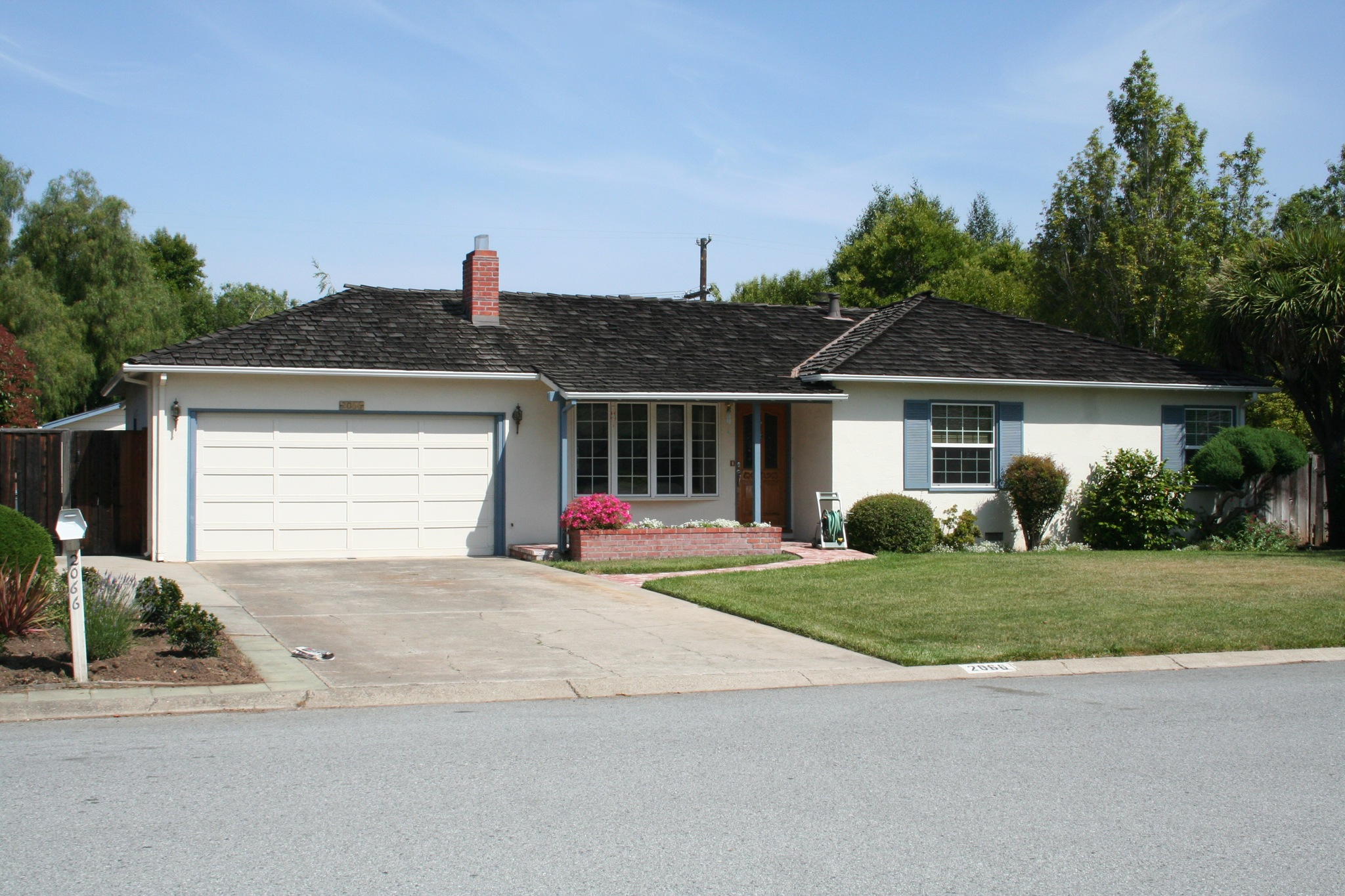
Maison des parents de Steve Jobs, 2066 Crist Drive, Los Altos (Californie). L'histoire d'Apple se déroule ponctuellement dans leur garage en 1975.

Conçu par Steve Wozniak, Steve Jobs et Ronald Wayne et testé en série dans le garage des Jobs,, il fut le premier produit d'Apple mis en vente en avril 1976. Son prix était alors de 666,66 dollars, ce qui correspondrait aujourd'hui à environ 2 700 $ (2 070 euros) en prenant en compte l'inflation. Wozniak, intéressé par la numérologie, expliqua que le coût de fabrication de l'ordinateur étant de 540 $, il suggéra qu'un nombre avec le même chiffre est plus attractif, en plus que ce tarif compense aussi les coûts de commercialisation. C'est Jobs qui prolongea l'idée avec les centimes pour être plus visible dans les publicités. Wozniak déclara cependant que le choix n'a rien à voir avec la réputation du nombre 666, le fameux nombre de la bête. Environ 200 unités furent produites. Une cinquantaine d'entre elles ont été vendues par un magasin d'électronique de Mountain View. À la différence d'autres ordinateurs amateurs de cette époque, qui étaient vendus en kit, l'Apple I était constitué uniquement d'une carte assemblée comprenant des composants électroniques dont environ 61 circuits intégrés. Cependant, pour en faire un ordinateur fonctionnel, les utilisateurs devaient encore l'intégrer dans un boîtier avec une alimentation, un clavier, et un écran de télévision. Une carte facultative, fournissant une interface pour un lecteur de cassette, fut proposée plus tard pour un prix de 75 dollars.
L'utilisation d'un clavier et d'un moniteur distinguait l'Apple I des machines concurrentes, telle que l'Altair 8800, qui étaient généralement programmées avec des interrupteurs et utilisaient des voyants lumineux pour l'affichage. Cela faisait de l'Apple I une machine innovante pour son époque, malgré son manque de graphismes ou de fonctions sonores. La production fut arrêtée en mars 1977, avec l'apparition de son successeur, l'Apple II.
Il existe encore six exemplaires de l'Apple I en état de marche, faisant de ceux-ci des objets de collection.
Un clone, le Replica 1, compatible logiciel de l'Apple I, produit en utilisant des composants de nouvelle génération, a été mis sur le marché en 2003 en quantité limitée pour un prix d'environ 200 dollars.

## Spécifications techniques

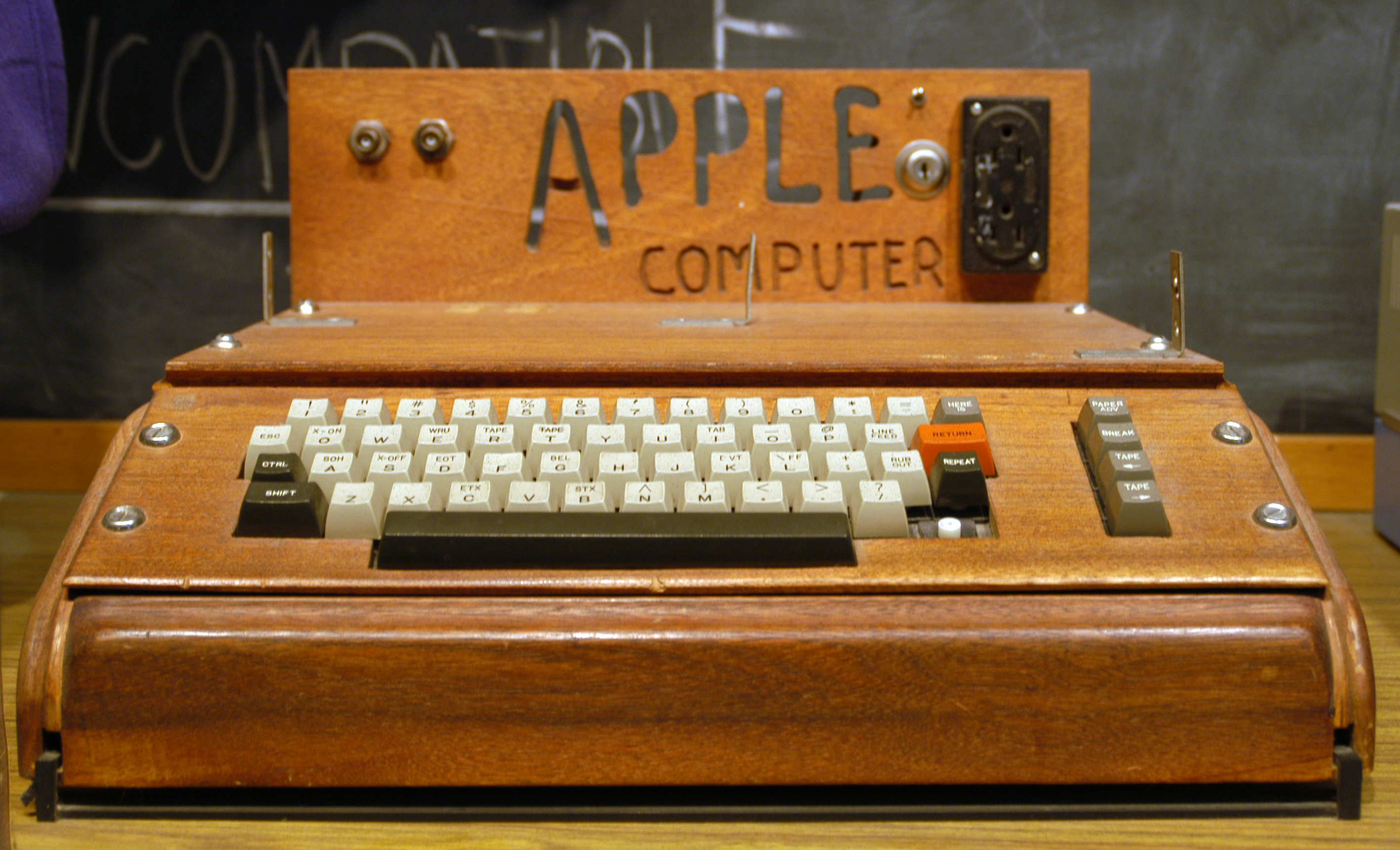
Un Apple I exposé au Smithsonian Museum.

- Processeur : MOS Technology 6502 8 bits cadencé à 1 MHz (Il était possible, via quelques modifications prévues sur le circuit, de le remplacer par un Motorola 6800)
- Bus système : 1 MHz
- Mémoire vive : 4 kio, extensible à 8 kio[7]
- ROM : 256 octets
- Affichage : 40 × 24 caractères

## Apple I à l'écran
- 1999 : Les Pirates de la Silicon Valley, téléfilm qui retrace de façon romancée les parcours, dans les années 1970 et 1980, de Steve Jobs et de Steve Wozniak (fondateurs d'Apple), ainsi que de Bill Gates et de Paul Allen (fondateurs de Microsoft).
- 2013 : jOBS, film qui retrace la carrière de Steve Jobs de 1971 à 2001.

## Ventes aux enchères
Une version originale de l’Apple I, avec son emballage d’origine et une lettre signée par Steve Jobs, a été vendue aux enchères chez Christie's à Londres le 23 novembre 2010. L'ordinateur était estimé 150 000 livres (180 000 euros) et l'enchère s'est finalement élevée à 133 250 livres (150 000 euros).
Le 15 juin 2012, un Apple I a été vendu 374 000 dollars aux enchères chez Sotheby's à New York. L’estimation haute des analystes était alors de 180 000 dollars.
Le 25 mai 2013, en Allemagne, le commissaire-priseur Uwe Breker a vendu aux enchères un exemplaire de l'Apple I à un entrepreneur d'Extrême-Orient au prix de 671 400 dollars, soit environ 519 000 euros.
Le 22 octobre 2014 aux États-Unis, la maison Bonhams a vendu aux enchères un exemplaire de l'Apple I au musée The Henry Ford de Dearborn, Michigan, au prix de 905 000 dollars.
Le 20 mai 2017, à Cologne, en Allemagne, la maison Breker a vendu aux enchères un exemplaire de l'Apple I pour 110 000 euros. Il s'agit d'un modèle complet, en état de marche et accompagné de sa facture, son manuel d'origine et divers documents du propriétaire d'origine, un ingénieur californien (John J. Dryden).